# Saint-Nicolas-de-Bourgueil
Saint-Nicolas-de-Bourgueil är en kommun i departementet Indre-et-Loire i regionen Centre-Val de Loire i de centrala delarna av Frankrike. Kommunen ligger i kantonen Bourgueil som tillhör arrondissementet Chinon. År 2022 hade Saint-Nicolas-de-Bourgueil 1 118 invånare.

## Befolkningsutveckling
Antalet invånare i kommunen Saint-Nicolas-de-Bourgueil
Referens:INSEE